# 硫族化物
硫族化物或硫属化物（chalcogenide）是指至少含有一個硫族元素（氧族元素中除了氧以外的元素）離子及一個电负性較小元素的化合物。一般硫族元素是指硫、硒、碲、釙及𫟷等元素，而电负性較小元素一般是指砷、鍺、磷、銻、鉛、硼、铝、鎵、銦、鈦、鈉等元素。
静电复印术及電視中都有用到具有光电导性的硫族化物玻璃。
雪梨大學開發了用硫族化物作為光偵測器的光學處理晶片，可能可以提昇光纖網路和電腦之間的傳輸速度。
許多以離子鍵鍵結的硫族化物（例如硫化鐵或硫化镉）存在含硫的礦石中，也常作為顏料使用，例如硃砂（硫化汞）、鎘黃（硫化鎘）、鎘紅（硒化鎘）及可用作白色顏料的硫化鋅。
硫族化物常溫下為氣體或固體，若是固體，一般會以離子鍵或共價鍵的方式鍵結。硫族化物一般會形成晶體，但也可以形成无定形体的玻璃狀結構。

## 應用
硫族化物由於其无定形体的特性．可以用在以下的應用中：
- 波長在1至14微米的紅外線有穿透性的光學玻璃（Ge33As12Se55、Se32Te25Ge30As13、As40Ge10Se50、Se60Ge28Sb12、Se60As40）。
- 可多次寫入光學儲存媒體（如CD-RW及DVD-RAM）的塗層，主要是利用硫族化物在二個相態（晶體及无定形体）下光學性質的差異，且在施加雷射的條件下，化合物可以在二個相態之間切換（參考相變技術（德语：Phase-Change-Technologie））。
- 相變化記憶體中的電阻性物質，相變化記憶體是一種新型的非揮發性記憶體，主要是利用硫族化物在二個相態（晶體及无定形体）下電阻的差異，且在施加電流的條件下，化合物可以在二個相態之間切換的特性。
- 半導體器件製造中的光刻所用的光刻胶。

## 舉例
- 碲化镉
- 硫化銦
- 碲化鋅
- 硒化鈉

## 參照
- 相變化記憶體
- 氧族元素
- 負阻特性

## 外部連結
- Phase change memory-based 'moneta' system points to the future of computer storage （页面存档备份，存于） ScienceBlog Jun 03, 2011
- Tiny Chip Demonstrates Big Memory in Cosmos （页面存档备份，存于） Michael P. Kleiman for Air Force Research Laboratory, Space Vehicles Directorate (SpaceDaily) Jul 27, 2006

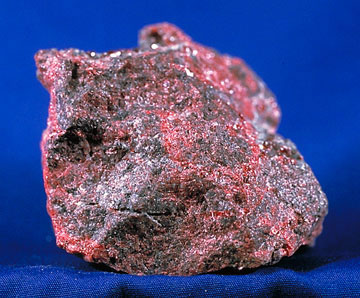
硃砂名称是硫化汞，是一種常用作顏料的硫族化物

- Breakthrough switching speed with an all-optical chalcogenide glass chip: 640 Gbit/s demultiplexing Michael Galili, Jing Xu, Hans C. Mulvad, Leif K. Oxenløwe, Anders T. Clausen, Palle Jeppesen, Barry Luther-Davis, Steve Madden, Andrei Rode, Duk-Yong Choi, Mark Pelusi, Feng Luan, and Benjamin J. Eggleton (Optics Express, Vol. 17, Issue 4, pp. 2182–2187) February 2, 2009
- Maksym V. Kovalenko, Marcus Scheele, and Dmitri V. Talapin.  "Colloidal Nanocrystals with Molecular Metal Chalcogenide Surface Ligands".  Science 324(12June2009): 1417-1420
- Big Blue boffins hatch dirt-cheap solar cells （页面存档备份，存于） The Register, 12 February 2010